# Международный университет Audentes
Международный Университет Audentes (Таллин, Эстония) являлся одним из институтов АО Audentes наряду с частной школой Audentes, спортивной школой Audentes, спортклубом Audentes и спортивными базами Audentes. Audentes Grupp являлся крупнейшим концерном образования в Эстонии и странах Балтии, насчитывающим более 3000 учащихся. Campus Audentes находится в Таллине, на улице Тонди.
Университет Audentes и Международный университет Concordia в Эстонии объединились в 2003 году. С тех пор обучение на эстонском и русском языках осуществлялось под названием университета Audentes, а обучение на английском языке — под названием Международный университет Concordia Audentes. Весной 2006 года правление университета решило перейти с нового учебного года на новое общее название — International University Audentes (Международный университет Audentes).
В результате подписанного 27 мая 2008 договора об объединении, начиная с 1 июля 2008 года Международный Университет Audentes является действующей под управлением Таллинского Технического Университета (ТТУ) структурной единицей. Объединяясь, Audentes передал все действующие рабочие договоры IUA, все заключенные субподрядные и договоры поручения, а также все учебные договоры. До конца 2008/2009 учебного года IUA продолжал деятельность под имеющимся именем и в том же месте, в учебном здании по адресу ул. Тонди 55. Учебная работа продолжается по тем же специальностям, на учебных формах и языках. С 2010 года название Международный Университет Audentes не используется.
Международный Университет Audentes был:
1. Самым большим частным вузом Эстонии.
2. Вузом, входящим в 5-ку самых больших вузов Эстонии (включая государственные).
3. По количеству (400) и географии иностранных студентов и географии преподавательского состава занимал первое место в Эстонии, опережая крупнейший Тартуский Университет.
4. Единственный вуз в Балтийских странах, имевший полные аккредитованные программы на 3-х языках (английском, эстонском и русском).
5. Имел лучшую в Балтийских странах спортивную базу.